# Paso Nacional
Paso Nacional är en ort i Mexiko.   Den ligger i kommunen Alvarado och delstaten Veracruz, i den sydöstra delen av landet, 400 km öster om huvudstaden Mexico City. Paso Nacional ligger 6 meter över havet och antalet invånare är 1 884.
Terrängen runt Paso Nacional är platt. Havet är nära Paso Nacional åt nordost. Runt Paso Nacional är det ganska tätbefolkat, med 93 invånare per kvadratkilometer. Närmaste större samhälle är Heroica Alvarado, 1,5 km väster om Paso Nacional. 